# Ludum Dare
Ludum Dare (с лат. — «дать игру») — соревнование по ускоренной разработке компьютерных игр в виде «геймджемов». Ludum Dare был основан Джеффом Хаулэндом (англ. Geoff Howland) и впервые был проведён в апреле 2002 года. Ludum Dare получила освещение в СМИ от источников, таких как PC Gamer и Wired. Уникальной особенностью этого конкурса является то, что участники часто выпускают видеозаписи разработки игр.

## История
Ludum Dare изначально был интернет-форумом. Первый конкурс, часто называемый «Ludum Dare Zero», состоялся в апреле 2002 года и собрал 18 участников. С ростом популярности внимание сообщества сместилось в сторону соревнований, а не форума. Впоследствии время проведения конкурса было увеличено до 48 часов, так как 24 часа посчитали слишком коротким сроком. С 2011 года количество поданных игр значительно увеличилось, отчасти благодаря публичной известности разработчика Minecraft Маркуса Перссона. 
Во время Ludum Dare 35 в апреле 2016 года организаторы признали наличие проблем в системе оценивания игр. В частности, было выявлено, что некоторые пользователи пытались искусственно повысить рейтинги своих игр с помощью альтернативных аккаунтов. В результате проведения конкурса было приостановлено на неопределённый срок до разработки новой платформы для проведения Ludum Dare. Это вызвало недовольство сообщества, и Ludum Dare 36 в августе 2016 года всё же состоялся — его организацией занялась администратор сайта и давний член сообщества под псевдонимом Sorceress. В связи с ранее высказанными претензиями сообщество путём референдума решило отказаться от этапа оценки игр, и победители не были объявлены.
Начиная с Ludum Dare 44, расписание проведения конкурса изменилось: теперь он проходит дважды в год — в апреле и октябре. Это решение было принято из-за трудностей Майка Каспшака с поддержанием прежнего графика.

## Правила соревнований
Игры на Ludum Dare подаются в одну из двух категорий: Jam или Compo.

### Jam
Jam — это наиболее открытая категория соревнования, доступная для всех.
Основные правила:
1. Можно работать как в команде, так и в одиночку.
2. Разработка игры занимает 72 часа.
3. Разрешено использование любых инструментов, библиотек и базового кода.
4. Допустимо использование сторонних или заранее подготовленных аудио- и графических ресурсов, но в этом случае участник должен отказаться от участия в соответствующих категориях голосования (графика, аудио).
5. Разрешены настольные и карточные игры, но из-за сложности тестирования они могут получить меньше оценок.

### Compo
Compo — это классический формат Ludum Dare, более сложный вариант соревнования.
Основные правила:
1. Разработчик должен работать один (самостоятельно).
2. Весь игровой код и контент должны быть созданы в течение 48 часов.
3. Игры должны быть основаны на теме.
4. Разрешены все публично доступные библиотеки и middleware.
5. Разрешены все утилиты для создания контента и утилиты для разработчиков (3dsmax, Photoshop, Flash и т. д.).
6. К игре должен быть приложен исходный код.

### Дополнительные правила
1. По завершении 48 или 72 часов у участников есть дополнительный час на загрузку игры.
2. После загрузки игры на сайт разрешено только исправление критических ошибок, без добавления новых функций.
3. Скриншоты загружаются на сайт, а файлы игры необходимо размещать на сторонних хостингах.

## Значимые проекты
Игры, ⁣изначально представленные на Ludum Dare:
- Broforce
- Friday Night Funkin'
- Hollow Knight
- Inscryption
- Loop Hero
- McPixel
- Mini Metro
- Minicraft
- The Republia Times
- Titan Souls